# 科斯比 (密蘇里州)
科斯比（英語：Cosby）是位於美國密蘇里州安德魯縣的村。

## 人口
根據2020年美國人口普查的數據，科斯比的面積為0.24平方千米，皆為陸地。當地共有人口114人，而人口密度為每平方千米475人。